# Akita
Akita (秋田市?, Akita-shi) è una città del Giappone, capitale dell'omonima prefettura, nella regione di Tōhoku, sull'isola di Honshū. La città conta 305 625 abitanti (al 1º gennaio 2020). Raffineria, legno, metallurgia e produzione di seta sono le principali industrie.

## Monumenti e luoghi d'interesse
- Castello di Kubota
- Castello di Akita
- Castello di Minato

## Società

### Religione

#### Apparizioni mariane
Akita è ricordata dalla Chiesa cattolica per le apparizioni mariane che avrebbe avuto la quarantaduenne suor Agnese Katsuko Sasagawa, dell'ordine "Serve dell'Eucaristia".

## Cultura

### Media

#### Reti televisive
- Akita Asahi Broadcasting
- Akita Television

## Infrastrutture e trasporti

### Ferrovie
- JR East – Akita Shinkansen
- Linea principale Ōu
- Linea principale Uetsu

Il centro dei trasporti ferroviari della città è la stazione centrale, da cui partono diversi collegamenti con le varie aree del Giappone, incluso l'Akita Shinkansen.

### Porti
- Porto di Akita

### Aeroporti
La città è inoltre servita da un scalo aeroportuale, l'Aeroporto di Akita, sito all'estrema periferia sud est del suo tessuto urbano, dal quale è possibile effettuare voli di linea nazionali e internazionali.

## Amministrazione

### Gemellaggi
Akita è gemellata con:
- Lanzhou, dal 1982
- Passavia, dal 1984
- Kenai, dal 1992
- Vladivostok, dal 1992